# 専門用語
専門用語（せんもんようご）とは、ある特定の職業に従事する者や、ある特定の学問の分野、業界等の間でのみ使用され、通用する言葉・用語群である。テクニカルターム（英語 technical term）とも言われる。
これらは、一般的に使われる言葉より、一語に多くの概念を含んでいる傾向がある。いわゆる熟語などはそれ一つが何がしかの概念を指し示すが、専門用語はそれぞれの分野に特化して、より大きく専門的な概念を指し示すために利用される。
隠語等（俗語、スラング・符丁）とは異なり、その特定の分野においては公的に通用する言葉である。反面、その分野に精通していない者（分野外の者）に対しては通じない言葉である場合が多い。この場合、俗な言葉で皮肉も込めてテクニカルジャーゴン（英語 technical jargon、意味：技術的な排他表現）とも言われる。
ただ分野的に大きくなると、そういった言葉がそれら分野に関係する者にとっても覚えきれない・後から入ってきた者が理解できないという問題を産む。このため専門用語を専門に扱った辞書が存在するほか、解説書やハンドブックなどの、順を追って理解できるような書籍も販売されている。ただこの辞書や解説書にしても、編者の質などによっては難解なケースもあり、この辺りは分野ごとに「必携書」などと呼ばれる良書も語り継がれている。

## 専門用語の一例
専門用語が用いられる理由としては、それ一つが大きな幾つかの概念の総体を扱えるため、事物の説明などにおいてより簡単に表現できる性質があることが挙げられる。
たとえば計算機科学者は、自然言語処理の文脈など一般の意味での「言語」と混同が起きる可能性がある場合以外は、しばしばプログラミング言語を指して、省略して「言語」と言うことがある。この時、その「言語」という語は、多くの概念（Category:プログラミング言語の構文を参照）を背景に含んでおり、それらを一般に理解できるような形で全て書き表すと、全体像表面を一通りなぞるだけで書架の一つや二つが軽く埋まるだけの書籍分量に匹敵する。
それが、その分野を理解している者にとっては、少なくともその「書架の一つか二つ分」の情報量のうち、作業する上で必要最低限の情報は頭に入っている・または必要な情報を自ら探して参照する予備知識や能力があるため、一々概念全てを説明される必要が無く、単に「言語」と表現するだけで話が通じるため、専門用語が利用されるのである。
これは細部に至っても同じことで、より狭い分野の概念を指す専門用語も、更に細部に渡って様々な概念を入れ子構造（容器の中に更に小さい容器が入っている概念）のように含んでおり、またそれらは詳しい説明なしに意味を理解できる者にとっては至極便利な表現である。